# Biblioteca Nacional de Irán
La Biblioteca Nacional de Irán se encuentra situada en Teherán, Irán, y repartida en diversas secciones a lo largo y ancho de la ciudad.
La inauguración oficial corresponde al año 1937, aunque existieron instituciones anteriores (fundamentalmente en el siglo XIX) que tuvieron funciones similares. Contiene fondos procedentes de diversas colecciones y valiosos manuscritos. El edificio central se halla todavía en construcción en el área centro norte de la capital. Tiene 90.000 metros cuadrados de extensión, con cinco salas dedicadas a Humanidades, Ciencias Sociales, Derecho, Ciencias y Medicina, siendo una de las bibliotecas de mayor tamaño del Medio Oriente. Pública desde 1962, con algunas interrupciones la Bibliografía Nacional de Irán.